# Tan Eng Bock
Tan Eng Bock (* 29. April 1936; † 30. November 2020 in Novena) war ein singapurischer Wasserballspieler.

## Karriere
Tan Eng Bock gewann bei den Asienspielen 1954 mit der Singapurischen Nationalmannschaft die Goldmedaille. Des Weiteren nahm er an den Olympischen Sommerspielen 1956 in Melbourne teil, wo die Mannschaft den 10. Platz belegte.
Als Kapitän der Mannschaft Singapurs gewann er bei den Südostasienspielen dreimal in Folge die Goldmedaille. Auch bei den Asienspielen 1958 und 1966 konnte er zwei Silbermedaillen gewinnen.
1970 wurde er Trainer der Nationalmannschaft Singapurs und war über 20 Jahre lang in dieser Funktion tätig.

## Familie
Der seine Brüder Tan Eng Liang und Tan Eng Chai waren ebenfalls Wasserballnationalspieler.
Tan hatte mit Matthew, Mark und Mitchell drei Söhne.